# 女友與我的戀愛日常
《女友與我的戀愛日常》是由日本遊戲品牌Parasol製作，於2017年1月27日發售的戀愛冒險類型成人遊戲。原定由Studio Kanata發售中文版，但因多次嘗試提交Steam審核均遭拒審，該作中文版的未來尚不明確。

## 故事
蒼井翔原本是以繪畫的特專生就讀櫻乃杜學園，然而在入學後卻沉迷製作人形導致無法交出成果出來。因此學校方面要求翔必須在下次繪畫競選中入選，否則將會取消特專生身份。翔的雙親在得知此事後便要求翔離家搬到學校宿舍專心完成作品。為了完成要繪畫作品，翔便決定從自己認識的女學生們中，挑選其中一位來擔任模特兒。

## 角色

### 主要角色
蒼井翔
本作的男主角，櫻乃杜學園二年A班學生，美術社的成員。
真白結花（聲優：秋野花）
生日：5月26日，血型：A，身高：143cm，三圍：B78（A）/W52/H81
翔的同學，擁有全國頂級學力的優等生，在幼稚園曾經與翔同班，後來兩人關係開始疏遠了。
金剛愛麗絲（聲優：小鳥居夕花）
生日：7月30日，血型：O，身高：143cm，三圍：B78（A）/W52/H81
翔的同學，加拿大與日本的混血兒，箭術社的成員。在半年前轉學來此，擁有加拿大箭術冠軍的實力。
赤峰静（聲優：春乃いろは）
生日：9月4日，血型：AB，身高：149cm，三圍：B85（D）/W53/H83
翔的學妹，國民偶像團體「Noir·Fleur」的領導者。
蒼井遙（聲優：くすはらゆい）
生日：12月1日，血型：AB，身高：145cm，三圍：B76（AA）/W52/H80
翔的妹妹兼學妹，有重度兄控的行為。

### 其他角色
紫苑夏芽
翔的學姊，弓道社的社長，從幼稚園就與萌和奈奈認識並彼此成為親友。
黒川萌
翔的學姊，美術社的社長。
碧奈奈（聲優：三倉芹花）
翔的學姊，演劇社的社長。

## 主題曲
片頭曲
作詞：，作曲、編曲：iyuna，主唱：茶太
插入曲「my vision」
作詞：，作曲、編曲：橋咲透，主唱：nao
真白結花片尾曲
作詞：，作曲、編曲：iyuna，主唱：iyuna
金剛愛麗絲片尾曲「Shooting your rainbow」
作詞：，作曲、編曲：橋咲透，主唱：霜月遙
赤峰静片尾曲
作詞：，作曲、編曲：，主唱：
蒼井遙片尾曲「All the way」
作詞、作曲、編曲：，主唱：

## 網路廣播
共4回網路廣播於2016年12月22日至2017年1月20日在官方網站發布。

## 外部連結
- 官方網站（页面存档备份，存于）Parasol（日語）
- 中文版官方網站（页面存档备份，存于）Studio Kanata（中文）